# シャルル・ブレ・グデ
シャルル・ブレ・グデ (Charles Blé Goudé, 1972年1月1日 - ) は、コートジボワールの政治運動家。ローラン・バグボを支持する過激な政治運動団体である「ジュンヌ・パトリオット」（「若き愛国者」の意味）の指導者である。2004年の政治危機の際に、外国人、国際機関などへの暴行を呼びかける声明を繰り返し発表し、民兵による暴動行為を指揮したとして、国際連合より在外資産の凍結などの制裁対象者に指定されている。
2010年の大統領選挙ののち、ローラン・バグボはブレ・グデを青年・職業訓練相に任命した。 2021年9月、ブレ・グデの弁護側は、ブレ・グデが被った長い訴訟手続きに対して819,300ユーロの損害賠償を請求した。